# Portula
Portula là một đô thị ở tỉnh Biella vùng Piedmont của nước Ý, có vị trí cách khoảng 80 km về phía đông bắc của of Torino và khoảng 14 km về phía đông bắc của of Biella. Tại thời điểm ngày 31 tháng 12 năm 2004, đô thị này có dân số 1.505 người và diện tích là 11,1 km².
Portula giáp các đô thị: Caprile, Coggiola, Pray, Trivero.